# Bibliographie sur Paul Claudel
Il s'agit d'une liste de publications parues sur Paul Claudel, classées par ordre chronologique.

## Monographies
- Frédéric Lefèvre, Les Sources de Claudel, Paris, Lemercier, 1927.
- Jacques Madaule, Le Génie de Paul Claudel, Paris, Desclée de Brouwer, 1933.
- Claudine Chonez, Introduction à Paul Claudel, Paris, Albin Michel, 1947.
- Henri Desroche, Paul Claudel : poète de l'amour, Paris, Le Cerf, 1949.
- Henri Guillemin, Claudel et son art d'écrire, Paris, Gallimard, 1955.
- Alexandre Maurocordato, L'Ode de Paul Claudel : essai de phénoménologie littéraire, Genève, Droz, 1955.
- (sv) Hallvard Rieber-Mohn (en), Paul Claudel, Oslo, Det norske studentersamfund, 1956.
- Louis Barjon (préf. Paul Claudel), Paul Claudel, Paris, Éditions universitaires, 1958.
- Stanislas Fumet, Claudel, Paris, Gallimard, 1958.
- Louis Perche, Paul Claudel, Paris, Seghers, 1958.
- René Farabet (préf. Jean-Louis Barrault), Le Jeu de l'acteur dans le théâtre de Claudel, Paris, Lettres modernes, 1960.
- Marie-Madeleine Fragonard, Tête d'or ou l'imaginaire mythique chez Paul Claudel, Paris, Minard, 1960.
- Henri Mondor, Claudel plus intime, Paris, Gallimard, 1960.
- (it) Bianca Maria Festa, Motivi di ispirazione dantesca in un poeta moderno: Paul Claudel, Milan, Gastaldi, 1961.
- Marius-François Guyard, Recherches claudéliennes : autour des Cinq Grandes Odes, Paris, Klincksieck, 1963.
- Gabriel Marcel, Regards sur le théâtre de Claudel, Paris, Beauchesne, 1964.
- (en) Alexandre Maurocord, Anglo-American influences in Paul Claudel: Coventry Patmore, t. 1 (et unique), Genève, Droz, 1964.
- Jean Rousset, Forme et Signification : essais sur les structures littéraires de Corneille à Claudel, Paris, José Corti, 1964.
- André Vachon, Le Temps et l'espace dans l'œuvre de Paul Claudel : expérience chrétienne et imagination poétique, Paris, Le Seuil, 1965.
- Henri Guillemin, Le « Converti » Paul Claudel, Paris, Gallimard, 1968.
- Pierre Brunel, Claudel et Shakespeare, Paris, Armand Colin, 1971.
- Michel Lioure, L'Esthétique dramatique de Paul Claudel, Paris, Armand Colin, 1971.
- Bernard Hue, Littératures et arts de l'Orient dans l'œuvre de Claudel, Paris, Klincksieck, 1978.
- Marie-Josèphe Guers,Tableau généalogique de Paul Claudel, Paris, Éditeur Minard, 1983,  (ISBN 978-2256908262)
- Jacques Houriez, La Bible et le sacré dans Le Soulier de satin de Paul Claudel, Paris, Lettres modernes, 1987.  (ISBN 2-256-90421-0).
- Marie-Josèphe Guers, Paul Claudel : biographie, Arles, Actes Sud, 1987 (BNF 34925859).
- Gérald Antoine, Paul Claudel ou l’enfer du génie, Paris, Robert Laffont, 1988.
- Dominique Millet-Gérard, Anima et la Sagesse : pour une poétique comparée de l'exégèse claudélienne, Paris, Lethielleux, 1990.
- Gilles Cornec, L'affaire Claudel, Paris, Gallimard, 1993.
- Pierre Ouvrard (préf. Paul Poupard), Aux sources de Paul Claudel : littérature et foi : l'œuvre littéraire de Paul Claudel à la lumière de trois mystères chrétiens, la création, la communion des saints, la rédemption, Laval, Siloë, 1994.
- Claude Pérez, Le Défini et l'Inépuisable : essai sur Connaissance de l'Est, de Paul Claudel, Paris, Les Belles Lettres, 1995.
- Pascal Dethurens, Claudel et l’avènement de la modernité, Paris, Les Belles Lettres, 1996.
- Pascale Alexandre-Bergues, Traduction et création chez Paul Claudel : L'Orestie, Paris, Honoré Champion, 1997.
- Claude Pérez, Le Visible et l'Invisible : pour une archéologie de la poétique claudélienne, Paris, Les Belles Lettres, 1998.
- Emmanuelle Kaës, « Cette muse silencieuse et immobile » : Claudel et la peinture européenne, Paris, Honoré Champion, 1999.
- Dominique Millet-Gérard, Claudel, la beauté et l'arrière-beauté, Paris, SEDES, 2000.
- Claude Pérez, Paul Claudel, Paris, Ellipses, 2000.
- Didier Alexandre, Genèse de la poétique de Paul Claudel, Paris, Honoré Champion, 2001.
- François Angelier, Paul Claudel : chemins d'éternité, Pygmalion « Chemins d’éternité », 2001.
- Michel Lioure, Claudeliana, Clermont-Ferrand, Presses universitaires Blaise-Pascal, 2001.
- Thérèse Mourlevat, La Passion de Paul Claudel : la vie de Rosalie Ścibor-Rylska, Paris, Pygmalion, 2001.
- François Angelier, Claudel ou la conversion sauvage, Éditions Salvator « Juste un débat », 2003 ; réédition en 2024.
- Yvan Daniel, Claudel et l’Empire du Milieu, Paris, Les Indes savantes, 2003.
- Pascal Lécroart, Paul Claudel et la rénovation du drame musical : étude de ses collaborations avec Darius Milhaud, Arthur Honegger, Paul Collaer, Germaine Tailleferre, Louise Vetch, Sprimont, Mardaga, 2004.
- Emmanuel Godo, Paul Claudel : la vie au risque de la joie, Paris, Le Cerf, 2005.
- Xavier Tilliette, Le Jésuite et le Poète : éloge jubilaire à Paul Claudel, Versailles, Paris, 2005.
- Anne Ubersfeld, Paul Claudel, poète du XXe siècle, Arles, Actes Sud, 2005.
- Dominique Bona, Camille et Paul : la passion Claudel, Paris, Grasset, 2006.
- Guy Goffette, Album Claudel, Paris, Gallimard, 2011.
- Emmanuelle Kaës, Paul Claudel et la langue, Paris, Classiques Garnier, 2011.
- Marie-Ève Benoteau-Alexandre, Les Psaumes selon Claudel, Paris, Classiques Garnier, 2012.
- Raphaèle Fleury, Paul Claudel et les spectacles populaires : le paradoxe du pantin, Paris, Classiques Garnier, 2012.
- Ayako Nishino, Paul Claudel, le nô et la synthèse des arts, Paris, Classiques Garnier, 2013.
- Hélène de Saint-Aubert, Théâtre et Exégèse : la figure et la gloire dans L'Histoire de Tobie et de Sara de Paul Claudel, Genève, Droz, 2014.
- (en) Michael Donley, Paul Claudel Poet of the Sacred Cosmos and Prophet of a Christian Ecology, Leominster, Gracewing, 2016.
- Jacques Houriez, Paul Claudel rencontre l’Asie du Tao, Paris, Honoré Champion, 2016.
- Dominique Millet-Gérard, Paul Claudel et les pères de l'Église, Paris, Honoré Champion, 2016.
- Claude Pérez, Paul Claudel : « Je suis le contradictoire ». Biographie, Paris, Le Cerf, 2021.

## Ouvrages collectifs
- Georges Cattaui et Jacques Madaule (dir.), Entretiens sur Paul Claudel, Paris, Mouton, 1969.
- Pierre Brunel et Anne Ubersfeld (dir.), La Dramaturgie claudélienne, Paris, Klincksieck, 1988.
- Pierre Brunel (dir.), Cahier de L'Herne Claudel, Paris, L'Herne, 1997.
- Jacques Houriez et Catherine Mayaux (dir.), Paul Claudel, les manuscrits ou l'œuvre en chantier, Dijon, Éditions universitaires de Dijon, 2005.
- Didier Alexandre (dir.), L'Écriture de l'exégèse dans l'œuvre de Paul Claudel, Besançon, Presses universitaires de Franche-Comté, 2006.
- Pascal Lécroart (dir., préf. Jacques Julliard), Claudel politique, Lons-le-Saunier, Aréopage, 2009.
- Pascale Alexandre-Bergues, Didier Alexandre et Pascal Lécroart (dir.), Paul Claudel et l'histoire littéraire, Besançon, Presses universitaires de Franche-Comté, 2010.
- Pierre Brunel et Yvan Daniel (dir.), Paul Claudel en Chine, Rennes, Presses universitaires de Rennes, 2013.
- Didier Alexandre et Xavier Galmiche (dir.), Paul Claudel et la Bohême : dissonances et désaccords, Paris, Classiques Garnier, 2015.

## Essais religieux
- Qui ne souffre pas... : Réflexions sur le problème social, Gallimard, 1958 (ASIN B0018G7FQC)
- Psaumes de la pénitence, Desclée de Brouwer, 1996, 77 p. (ISBN 978-2-2200-3903-9)
- Paul Claudel, Renée Nantet et Jacques Petit, Psaumes : Traductions 1918-1953, Gallimard, 2008, 336 p. (ISBN 978-2-0701-2141-0)
- Paul Claudel et Fabrice Hadjadj (Postface), Une voix sur Israël, Les Provinciales, 2017, 127 p. (ISBN 978-2-9128-3343-3)

## Thèses de doctorat
Liste les seules thèses de doctorat restées inédites et n'ayant pas donné naissance à un ouvrage. Les thèses d'État sont signalées par un « (É.) ».

### Lettres
- Carmen Jetté, La Vocation de la femme dans l'œuvre dramatique de Paul Claudel, Paris, 1958.
- Michel Tolosa (dir. Charles Dédéyan), Paul Claudel et l'Espagne, Paris, 1963.
- Isabelle Bouchard, L'Expérience apostolique de Paul Claudel, Paris, 1965.
- Joseph Annunziata, L'Évolution de la joie chez Paul Claudel, Paris, 1967.
- Aimé Becker (dir. Jacques Petit), Le Thème de l'Appel dans le premier théâtre de Claudel, Besançon, 1971.
- Pierre Brunel (dir. Charles Dédéyan), L'Orientation britannique chez Paul Claudel, Paris-IV, 1970 (É.).
- Huguette Buovolo (dir. Jacques Petit), tÉude structurale de la 4e journée du Soulier de satin (Paul Claudel), Besançon, 1971.
- Françoise Siguret (dir. Jacques Petit), La Cantate à trois voix de Paul Claudel : style, structure et interprétation, Besançon, 1971.
- Alain Vercollier, Le Jour et la nuit dans le théâtre de Paul Claudel à travers L'Annonce faite à Marie, Partage de midi et Le Soulier de satin, Paris-IV, 1974.
- Ju-Suck Moon (dir. Charles Dédéyan), Le Paradis perdu dans l'œuvre de Paul Claudel, Paris-IV, 1975.
- André Espiau de La Maëstre (dir. Pierre Brunel), Humanisme classique et syncrétisme mythique chez Paul Claudel, 1880-1892 : recherche de sources, Paris-IV, 1976.
- Michel Malicet (dir. Marie-Jeanne Durry), L'Image de la femme dans le théâtre de Claudel, Paris-IV, 1977 (É.).
- Victor Martin-Schmets, Paul Claudel et la Belgique, Paris-III, 1977 (É.).
- Marie-Josèphe Guers, Quête de Paul Claudel à travers ses œuvres en prose, Paris-IV, 1983.
- Amale Richa, Destin et liberté dans L'Arbre de Paul Claudel, Paris-IV, 1983.
- Thérèse Mourlevat (dir. André Tissier), Le Départ et ses motivations dans l'œuvre dramatique de Paul Claudel, Paris-III, 1985.
- Irena Dyrdal (dir. Jacques Robichez), L'Évolution des idées de Paul Claudel entre les deux versions de La Jeune Fille Violaine, Paris-IV, 1985.
- Machiko Kadota (dir. Pierre Brunel), Paul Claudel dans l'univers des idéogrammes chinois, Paris-IV, 1990.
- Yu Zhongxian (dir. Pierre Brunel), La Chine dans le théâtre de Paul Claudel, Paris-IV, 1992.
- Jeung Jine-Jou (dir. Pierre Brunel), La Violence et la guerre dans les premières œuvres dramatiques de Paul Claudel , Paris-IV, 1993.
- Paola d'Angelo (dir. Pierre Brunel), Lyrique japonaise de Paul Claudel, Paris-IV, 1994.
- Nathalie Macé (dir. Dominique Millet-Gérard), Le Théâtre et son ombre : mise(s) en scène d'un art poétique dans le théâtre de Paul Claudel, Paris-IV, 1994.
- Gaëlle Guillet de la Brosse (dir. Marius-François Guyard), De l'instant privilégié au mouvement créateur dans le théâtre de Paul Claudel, Paris-IV, 1995.
- Didier Alexandre (dir. Jean-Claude Mathieu), Le Gland et le Chêne : genèse et formulations de la poétique de Paul Claudel, Paris-VIII, 1996.
- Alain Beretta (dir. Jean Claude), La Vie scénique d'une pièce de théâtre : L'Annonce faite à Marie de Paul Claudel (1912-1995), Nancy-II, 1996.
- Florence Fix (dir. Pierre Brunel), Paul Claudel : wagnérien malgré lui ?, Paris-IV, 1996.
- Yvan Daniel (dir. Pierre Brunel), Paul Claudel et l'Empire du milieu, Paris-IV, 1998.
- Yehuda Moraly, Claudel metteur en scène, la frontière entre les deux mondes, Besançon, 1998.
- Seok-Dol Seo (dir. Pierre Gille), Le Thème de la possession du monde, de la femme, dans le théâtre de Claudel : Tête d'Or, La Ville, Partage de Midi, Le Soulier de Satin, Nancy-II, 2000.
- Sabine Bauer (dir. Jean-Yves Pouilloux), Des femmes et des désirs : analyse de la visée des personnages féminins dans le théâtre de Claudel : Violaine, Sygne, Lumîr, Pensée, Prouhèze, Paris-VII, 2001.
- Christelle Brun (dir. Michel Autrand), Paul Claudel et le monde germanique, Paris-IV, 2001.
- Sever Martinot-Lagarde (dir. Michel Autrand), La Bouffonnerie dans le théâtre de Paul Claudel, Paris-IV, 2003.
- (en) Shelley Cavaness, Paul Claudel's Modernism: acting, dance, music, film and dramaturgy, New York, 2007.
- Guila Clara Kessous (dir. Pierre Halen), Théâtre et Sacré :  analyse d'une interculturalité dramatique dans les œuvres de Paul Claudel et d'Elie Wiesel, Metz, 2008.
- Makiko Tsuchiya-Matalon (dir. Marie-Claude Hubert), L'Extrême-Orient imaginaire de Paul Claudel, Aix-Marseille-I, 2009.
- Yaquin Wu (dir. Didier Alexandre), Les Quatre éléments dans l'œuvre de Paul Claudel, Paris-IV, 2012.
- Yehuda Moraly, L'œuvre impossible, Paris, 2013.
- Christèle Barbier (dir. Denis Guénoun), Le Soulier de satin et l’art moderne, Paris-IV, 2014.
- Emmanuelle Estève-Devaux (dir. Dominique Millet-Gérard), Étude de la métaphore séminale dans les commentaires bibliques de Paul Claudel, Paris-IV, 2015.
- Tetsuro Negishi (dir. Dominique Millet-Gérard), Paul Claudel au Japon : rencontre diplomatique et poétique, Paris-IV, 2015.

### Musicologie
- Pascal Lécroart (dir. Michel Autrand), Paul Claudel et la musique scénique : du Christophe Colomb au Livre de Christophe Colomb (1927-1952), Paris-IV, 1998.

### Théâtre
- Ruth Reichelberg (dir. Guy Michaud), Quelques perceptions du thème de l'exil et de l'exil d'Israël dans le théâtre et l'œuvre exégétique de Claudel, Paris-X, 1971.
- Yehuda Moraly (en) (dir. Bernard Dort), Claudel et la mise en scène : l'emploi du chœur, Paris-III, 1978.

## Périodiques
- Bulletin de la Société Paul-Claudel, Paris, depuis 1958.
- Bulletin régional de la Société Claudel en Belgique, Hannut, depuis 1963.
- La Revue des lettres modernes, série Paul Claudel, Paris, depuis 1964.
- (ja) L'Oiseau noir, Japon, depuis 1977.
- (en) Paul Claudel Papers, New York, depuis 2003 (remplace Paul Claudel Studies).

## Crédit auteurs
- Cet article est partiellement ou en totalité issu de l'article intitulé « Paul Claudel » (voir la liste des auteurs).